# Златна обала (регија)
Златна обала је некадашња регија у западној Африци која је обухватала територију данашње државе Гане. Односила се на европске колоније од краја XV, па све до средине 20. века. Овим просторима управљали су на смену или у исто време Португалци, Холанђани, Данци, Швеђани, Пруси и Британци.

## Порекло имена
Златна обала добила је назив према најважнијем извозном производу те областу у време европског колонијализма. Како се златом највише трговало на тим просторима западне Африке, добила је и име према томе. На исти начин су инемоване суседне обале — слоноваче, бибера и робова.
| Језик             | Назив Златне обале |
| ----------------- | ------------------ |
| Енглески језик    |                    |
| Немачки језик     |                    |
| Холандски језик   |                    |
| Португалски језик |                    |
| Дански језик      |                    |
| Шведски језик     |                    |

## Историја
Први су у ове пределе стигли Португалци основавши колонију 1482. године. Око 1598. своја утврђења оснивају и Холанђани, да би 1642. године преузели и сва португалска места. Холанђани су своје поседе задржали до 1872, када су их Британци у потпуности преузели.
Осим поменутних, своја утврђења у кратком периоду имали су и Швеђани од 1650. до 1663, када их окупирају Данци, који су своје поседе предали Британцима 1850. године. Од 1682, па све до 1721. године у западном делу Златне обале своја утврђења имала је и Пруска (пре тога Бранденбург).